# Den sidste mohikaner
|  | For filmatiseringen fra 1920, se Den sidste mohikaner (film fra 1920) |
Den sidste mohikaner (engelsk: The Last of the Mohicans) er en roman skrevet af den amerikanske forfatter James Fenimore Cooper, den udgivet første gang i 1826 (på dansk første gang i 1827).
Romanen blev hurtigt en af de mest populære skrevet på engelsk efter dens udgivelse, og den var med til at gøre Cooper til en af USA’s første verdensberømte forfattere. Anmelderne kritiserede allerede fra begyndelsen de narrative fejl i bogen, og i eftertiden har bogens længde og meget formelle sprog gjort den mindre appellerende for almindelige læsere. Den sidste mohikaner regnes dog stadig vore dage for en vigtig del af USA’s litterære arv. Bogen er anden del af en trilogien Leatherstocking Tales (på dansk Amerikanske Fortællinger). Historien foregår i 1757 midt under den franske og indianske krig, da Frankrig og Storbritannien kæmpede om kontrollen over Nordamerika. De europæiske magter indgik forskellige alliancer med de indfødte folk ofte med tragiske konsekvenser for de involverede parter. Mohikanerne tilhørte algonkin-nationen der var allieret med franskmændene.

## Plot
Den sidste mohikaner var Coopers anden bog, efter Pionererne fra 1823, som havde Nathaniel ("Natty") Bumppo som hovedperson, han har forskellige navne i de bøger i Læderstrømpeserien han optræder i, fx Hjortedræber, "Falkeøje", "Stifinder" eller "Læderstrømpe". Han fungerer i serien som en personifikation af den individualisme og pionerånd der stadig er central i den amerikanske identitet og selvforståelse.
Historien begynder i den britiske koloni New York i 1757, da krigen mellem franskmændene og briterne har varet nogle år. Den centrale begivenhed er den massakre Wyandotkrigere foretager på britiske krigsfanger i efterspillet af Slaget ved Fort William Henry, hvor omkring 500 ubevæbnede anglo-amerikanske soldater, kvinder og børn blev dræbt da de marcherer bort fra fortet. Fortets garnison havde overgivet sig til den franske general Moncalm og var blevet lovet fri afmarch, men dette blev ikke accepteret af hans wyandot-allierede. Nathaniel "Falkeøje" Bumppo redder, sammen med to sidste mohikanere, den britiske kommandants to døtre.
Titlen på bogen stammer fra en replik af Tamenund "I have lived to see the last warrior of the wise race of the Mohicans".